# Арди, Адриан
Адриан Арди (фр. Adrien Hardy, род. 30 июля 1978, Ним) — французский гребец, чемпион летних Олимпийских игр 2004 года в соревнованиях двоек парных, двукратный чемпион мира, чемпион Европы, 11-кратный чемпион Франции.

## Биография
На крупнейших международных стартах Арди дебютировал в 1998 году, выступив в составе четвёрки парной на этапе Кубка мира в Бельгии. В 1999 году француз выступил в одиночках на чемпионате мира, где смог пробиться только в финал D, заняв итоговое 21-е место. В 2000 году Арди дебютировал на летних Олимпийских играх, выступив в соревнованиях двоек парных. Партнёром Адриана по экипажу стал бронзовый призёр Игр 1996 года Фредерик Коваль. Французская двойка смогла через отборочный этап пробиться в полуфинал, где заняла 4-е место и выбыла из борьбы за медали. В финале B Арди и Коваль пришли к финишу первыми и заняли итоговое 7-е место.
После Игр в Сиднее партнёром Арди по двойке парной стал Себастьен Вьелльден. На чемпионате мира 2001 года в Люцерне французы стали серебряными призёрами, уступив всего 0,13 с. венгерским гребцам. На мировом первенстве 2002 года французские гребцы не смогли пробиться в финал соревнований, а в 2003 году на чемпионате мира в Милане стали обладателями золотых наград. На летних Олимпийских играх 2004 года в Афинах Арди и Вьелльден уверенно преодолели два раунда соревнований двоек парных и вышли в финал. В решающем заезде французы долгое время шли позади итальянского экипажа Россано Гальтаросса / Алессио Сартори, однако на заключительном отрезке смогли обойти соперников и стали олимпийскими чемпионами.
В новом олимпийском цикле партнёром Арди стал Жан-Баптист Маке. В 2006 году французская двойка завоевала золото чемпионата мира. В 2007 году они стали вторыми, уступив титулованным словенцам Луке Шпику и Изтоку Чопу. На летних Олимпийских играх в Пекине Арди и Маке уверенно пробились в финал соревнований, однако в решающем заезде французские гребцы уже на первой половине дистанции отстали от лидирующей группы и пришли к финишу лишь 5-ми, уступив бронзовым призёрам более 4 секунд.
После Игр в Пекине Арди сосредоточился на выступлениях в четвёрке и восьмёрке, с которой в 2008 году стал чемпионом Европы, а в 2009 году бронзовым призёром. В 2012 году Арди принял участие в своих четвёртых Олимпийских играх. В соревнованиях четвёрок парных французская сборная заняла в полуфинале четвёртое место и квалифицировалась в финал B, где заняли 4-е место в заезде и 10-е по итогам всего олимпийского турнира. Последним стартом на международной арене для Арди стал финал A на чемпионате Европы 2012 года в составе четвёрки распашной без рулевого, в котором французский экипаж занял 6-е место.

## Награды и звания
- 24 сентября 2014 года было присвоено звание кавалера ордена Почётного легиона[6].